# Spermophora deelemanae
Spermophora deelemanae is een spinnensoort uit de familie trilspinnen (Pholcidae). De soort komt voor op Ambon.